# Limite di pompaggio
Il limite di pompaggio, in inglese surge limit, come applicato ad una turbomacchina per gas (ossia una turbina o compressore) è un valore di portata della macchina stessa, dipendente dalle proprie caratteristiche geometriche e funzionali, al raggiungimento del quale la macchina cade in uno stato di instabilità funzionale.

## Cause del pompaggio
Per comprendere ciò, si consideri che a mach 1 la portata attraverso una sezione non dipende più dalla differenza di pressione tra monte e valle di tale sezione, ma solo dall'area della stessa. In un compressore dinamico (assiale o  centrifugo) quando la velocità sonica viene raggiunta in uscita dalla girante non è più possibile modulare la portata della macchina. Si crea quindi una zona di pressione elevata nella girante stessa, e il gas riduce il proprio volume specifico; si scende al disotto della velocità sonica e si consente il passaggio del gas, fino a quando (dopo centesimi o decimi di secondo) le condizioni supersoniche si ripresentano. Il fenomeno è analogo in una turbina, in cui si ha ovviamente espansione del gas anziché compressione.

## Effetti del pompaggio
Quando si realizzano le condizioni di pompaggio, il gas all'uscita della palettatura raggiunge appunto la condizione di proporzionalità della portata rispetto alla sezione di passaggio (dipendente solo dalla geometria della macchina). Se la portata tende a valicare tale limite, si crea una sovrapressione all'uscita dalle palette, che già di per sé può essere pericolosa; ma aumentando la pressione, si riduce il volume specifico e quindi si riduce la velocità. A questo punto si ha un'espansione all'uscita dalle palette, e si ricrea la condizione sonica. Il risultato è una pressione all'uscita dalle palette rapidamente variante, in pratica una serie di onde di pressione pericolose per l'integrità meccanica (e evidentemente deleterie per le prestazioni), specie se si stabilisce qualche risonanza con elementi meccanici strutturali.

## Rimedi
Il rimedio sta evidentemente nella variazione delle caratteristiche del gas trattato, in modo da rendere impossibile la condizione sonica. Questo si realizza in modo fine regolando la velocità della macchina (che è direttamente correlata alla pressione in uscita), ed in un compressore, in modo meno efficiente ma più semplice, riciclando gas a pressione più alta in aspirazione; così facendo varia il volume specifico e quindi la portata volumetrica, proporzionale alla velocità.